# 貝沢 (弘前市)
貝沢（かいざわ）は、青森県弘前市の地名。郵便番号は036-1204。

## 地理
大石川沿い南側に位置し、当地の東部を青森県道31号弘前鯵ケ沢線が通る。北は大森、東は小友、南は鬼沢、西は百沢に接する。

### 小字
小字として秋森・沢辺がある。

## 沿革
- 1879年（明治12年） - 当地の物産は米・大豆・粟・蕎麦であった。
- 1889年（明治22年） - 裾野村の大字になる。
- 1891年（明治24年） - 当時の記録では人口159、戸数30、厩27であった。
- 1955年（昭和30年） - 弘前市に所属、弘前市の大字になる。

## 世帯数と人口
2017年（平成29年）6月1日現在の世帯数と人口は以下の通りである。
| 大字             | 世帯数 | 人口  |
| ---------------- | ------ | ----- |
| 貝沢（小字全域） | 87世帯 | 212人 |

## 施設

### 工業
- 須藤建設

### その他
- 貝沢加圧ポンプ場

## 小・中学校の学区
市立小・中学校に通う場合、学区は以下の通りとなる。
| 大字 | 番地 | 小学校             | 中学校             |
| ---- | ---- | ------------------ | ------------------ |
| 貝沢 | 全域 | 弘前市立裾野小学校 | 弘前市立裾野中学校 |

## 交通
- 弘南バス

貝沢南口（弘前バスターミナル - 糠坪・楢の木経由 - 十腰内線）停留所。